# Остриковка (Запорожская область)
Острико́вка (укр. Остриківка) — село,
Остриковский сельский совет,
Токмакский район,
Запорожская область,
Украина.
Код КОАТУУ — 2325283601. Население по переписи 2001 года составляло 995 человек.
Является административным центром Остриковского сельского совета, в который, кроме того, входят сёла
Ивановка,
Луговка,
Снегуровка,
Трудовое,
Урожайное и
Фабричное.

## Географическое положение
Село Остриковка находится на берегах реки Токмачка,
выше по течению на расстоянии в 1 км расположено село Трудовое,
ниже по течению на расстоянии в 1,5 км расположено село Снегуровка.
Через село проходит автомобильная дорога Т-0813.

## История
- 1842 год — дата основания. Село имело названия Скелеватая, Горотокмак[2].
- До 1871 года село входило в Молочанский меннонитский округ Бердянского уезда.[3]

## Экономика
- «Свиточ», агрофирма, ЧП.

## Объекты социальной сферы
- Школа.
- Детский сад.
- Дом культуры.
- Участковая больница.

## Достопримечательности
- Братская могила 162 советских воинов.